# 新見公立大学
新見公立大学（にいみこうりつだいがく、英語: Niimi University）は、岡山県新見市にある公立大学。
公立大学法人新見公立大学によって運営されている。

## 沿革
- 2010年（平成22年）4月 - 新見公立短期大学の看護学科（3年制）および地域看護学専攻科（1年制）を4年制の看護学部看護学科に改編し発足。
- 2014年（平成26年）4月 - 大学院が開学。
- 2015年（平成27年）4月 - 助産学専攻科を開設。
- 2017年（平成29年）4月 - 看護学部を、健康科学部へ名称変更[1]。
- 2019年（平成31年）4月 - 健康科学部に、地域福祉学科と健康保育学科を設置[2]。
- 2020年（令和2年） - 新見公立短期大学閉学。
- 2023年（令和5年） - 大学院看護学研究科を健康科学研究科に名称変更。看護学専攻（博士後期課程）・地域福祉学専攻（修士課程）を開設。

## 基礎データ

### 所在地
- 岡山県新見市西方1263-2

### アクセス
- 市街地循環バスら・くるっと「大学前」下車後すぐ。

## 教育および研究

### 組織

#### 学部
- 健康科学部[3]
  - 看護学科 (定員80名)
  - 地域福祉学科 (定員50名)
  - 健康保育学科 (定員50名)

#### 大学院
- 健康科学研究科[4]
  - 看護学専攻（博士前期課程）
  - 看護学専攻（博士後期課程）
  - 地域福祉学専攻（修士課程）

#### 専攻科
- 助産学専攻科

## 学生生活

### 部活動・クラブ活動・サークル活動
- 体育系
  - ジョギング部
  - バレーボール部
  - ハンドボール部　
  - ソフトテニス部
  - ダンス部
  - バドミントンサークル
  - バスケットボール部
  - フットサル部
  - 駅伝・マラソン部
  - 野球部
- 文科系
  - 手話
  - ボランティア部（幼児教育学科）
  - ボランティア部（看護学科）
  - 茶道部
  - 軽音部
  - 華道部
  - KAF新見

## 大学関係者と組織

### 卒業生
- 幸月美波 - 演歌歌手。2014年4月3日より新見公立大学の広報大使。（新見女子短期大学幼児教育学科卒）

## 対外関係
- 名寄市立大学（2019年、学術交流協定締結）[5]

### 団体等
- 倉敷成人病センター（2016年 連携協力協定締結）[5]